# Blackout Tuesday

Quadrato nero, usato da molti durante la protesta Blackout Tuesday

Blackout Tuesday è stata un'azione di protesta collettiva contro il razzismo e la brutalità della polizia. L'azione, originariamente organizzata all'interno dell'industria musicale in risposta alla morte di George Floyd, all'omicidio di Ahmaud Arbery e alla morte di Breonna Taylor, si è svolta martedì 2 giugno 2020. Le aziende partecipanti sono state incoraggiate ad astenersi dal pubblicare musica e ad astenersi dal compiere altre operazioni commerciali. Alcuni canali sono stati oscurati, hanno prodotto programmazione silenziosa o minimale per 8 minuti e 46 secondi, la durata originariamente riportata del tempo impiegato dall'agente di polizia Derek Chauvin per comprimere il collo di Floyd.

## Contesto
Blackout Tuesday è nata dall'iniziativa originale dei dirigenti musicali Brianna Agyemang e Jamila Thomas, Senior Director del Marketing di Atlantic Records. Agyemang e Thomas hanno in seguito sottolineato che "Le ingiustizie che stiamo affrontando in America non sono limitate alla nostra comunità. Questa è un'iniziativa globale e i nostri sforzi includeranno membri in tutto il mondo".
Le imprese hanno partecipato in modi diversi. Ai neri americani è stato chiesto di non vendere o comprare durante il giorno per dimostrare forza economica e unità. Spotify ha annunciato che avrebbe aggiunto un momento di silenzio di 8 minuti e 46 secondi ad alcuni podcast e playlist del giorno. In ricordo di George Floyd, il conglomerato mediatico Paramount Global ha sospeso la messa in onda di tutti i suoi canali via cavo, tra cui MTV, Nickeloedon, e Comedy Central, per 8 minuti e 46 secondi. Apple Music ha tolto le schede "Browse", "For You", e "Radio" per sostituirle con un'unica stazione radio in streaming per celebrare la musica nera.
Su Facebook e Instagram, gli utenti hanno partecipato pubblicando la foto di un quadrato nero insieme all'hashtag #blackouttuesday.

## Azioni promosse
Le organizzazioni che sostengono il Blackout Tuesday hanno suggerito come la giornata possa essere un'occasione per riflettere sul razzismo e sugli effetti del razzismo sulla società. Altri hanno suggerito come possa essere un'opportunità per prendersi del tempo dal lavoro e concentrarsi sull'aiuto agli altri. Secondo la dichiarazione originale rilasciata da Aygyemang e Thomas, "Questa non è solo un'iniziativa di 24 ore. Siamo e saremo impegnati in questa lotta a lungo termine. Un piano d'azione sarà annunciato". Questa è solo la prima fase di un movimento a più fasi. Si è anche proposto di utilizzare questa giornata come “un giorno per disconnettersi dal lavoro e riconnettersi con la comunità” mediante “un passo di azione urgente per provocare responsabilità e cambiamento” .  Secondo Rolling Stone, il Blackout Tuesday era stato originariamente concepito come una protesta dell'industria musicale, Jamila Thomas e Brianna Agyemang di Atlantic Records volevano invitare l'industria a "non condurre gli affari come al solito". In una dichiarazione, Thomas ha scritto: "I vostri dirigenti, artisti, manager, staff, e colleghi neri sono svuotati, traumatizzati, feriti, spaventati e arrabbiati" aggiungendo "Non voglio partecipare alle vostre telefonate su Zoom parlando degli artisti neri che vi fanno guadagnare così tanto, se non riuscite ad affrontare ciò che sta accadendo ai neri in questo momento". In una dichiarazione separata, la coppia ha scritto che "lo spettacolo non può andare avanti, mentre la nostra gente viene cacciata e uccisa".

## Preoccupazioni e critiche
Alcuni utenti hanno pubblicato l'immagine del quadrato nero usando gli hashtag #blackouttuesday, #blacklivesmatter o #BLM (un'abbreviazione di #blacklivesmatter), il che, a sua volta, ha portato gli utenti che cercavano e seguivano questi hashtag a trovare solo immagini nere. Alcuni attivisti si sono preoccupati dal momento che gli hashtag legati a Black Lives Matter venivano usati da attivisti e altri per condividere informazioni durante le proteste in corso. Pubblicare un quadrato nero con l'hashtag sbagliato rischiava di far passare in secondo piano informazioni e aggiornamenti in corso. Altri utenti hanno sottolineato come i partecipanti all'evento Blackout Tuesday, senza impegnarsi in altre forme di attivismo, come la protesta o la donazione, possano aver fatto mostra di un attivismo performativo. Si è anche diffusa una falsa verità secondo la quale l'evento sarebbe stato avviato da troll di 4chan. Le ricerche hanno dimostrato che ciò è falso.
Blackout Tuesday è stato criticato come una forma di virtuosismo per la "mancanza di chiarezza e direzione" dell'iniziativa.